# Matanchén
Matanchén es el nombre de una bahía y pequeña localidad ubicada en el estado mexicano de Nayarit en las costas del océano Pacífico.

## Ubicación y descripción geográfica
Se localiza en el municipio de San Blas a 70.5 km de distancia de la ciudad de Tepic.  La bahía tiene una extensión de 7 km con un ancho de 30 m de playa. La pequeña localidad se encuentra a una altitud de 3 m s. n. m. Cuenta con nueve centros de acopio de larvas de camarón cuya producción es vendida a las granjas establecidas en el puerto de San Blas. 
Por otra parte, está instalada la Escuela de Ingeniería Pesquera en la cual se realizan proyectos para la reproducción de especies marinas, investigaciones y programas de preservación para las especies en peligro de extinción.

## Historia
En el lugar se han encontrado vestigios arqueológicos, se trata de herramientas de fabricación humana que de acuerdo a los análisis de datación por radiocarbono las ubica entre las fechas de los años 2100 a 1800 a. C. Estas evidencias de presencia de nómadas son las más antiguas que se conocen de la zona, corresponen al período acerámico y su cultura es referida con el nombre de Complejo Matanchén.
Junto con el puerto de San Blas y la playa Las Islitas, la bahía fue refugio de piratas y bucaneros.